# Jon Whiteley
Jon Whiteley (Monymusk, 19 de fevereiro de 1945 – Oxford, 19 de maio de 2020) foi um ator infantil e historiador de arte. Ganhou um Oscar Juvenil aos onze anos pelo filme Pequenos Raptores de 1953. Whiteley tornou-se curador do Museu Ashmolean de Oxford em 1976, cargo que ocupou por 38 anos.
Jon Whiteley morreu em 19 de maio de 2020.

## Filmografia
| Ano  | Título                                      | Papel           | Nota(s)                                      |
| ---- | ------------------------------------------- | --------------- | -------------------------------------------- |
| 1952 | The Stranger In Between                     | Robbie          | conhecido como The Stranger in Between (EUA) |
| 1953 | The Kidnappers (EUA: The Little Kidnappers) | Harry           | Oscar Juvenil                                |
| 1955 | O Tesouro do Barba Ruiva                    | John Mohune     |                                              |
| 1956 | Almas em Conflito                           | Nicholas Brande |                                              |
| 1956 | O Seu Primeiro Crime                        | Erik Jenner     |                                              |
| 1957 | As Aventuras de Robin Hood                  | Davey           | episódio - The Christmas Goose               |
| 1966 | Jericho                                     | Louis Mordain   | episódio - Wall to Wall Kaput                |